# Петер Грюнберг
Петер Грюнберг (на немски: Peter Grünberg) е германски физик, носител на Нобелова награда за физика за 2007 г., заедно с Албер Ферт, за откриването на гигантското магнитосъпротивление, независимо един от друг.

## Биография
Роден е на 18 май 1939 г. в Пилзен, Чехословакия (днес Чехия). Започва да следва физика в Университета „Йохан Волфганг Гьоте“ във Франкфурт на Майн, след което завършва в Техническия университет в Дармщат (1966), където защитава и докторска дисертация (1969). Няколко години по-късно започва работа в научноизследователския център в Юлих (на немски: Forschungszentrum Jülich), откъдето се пенсионира като професор по физика на твърдото тяло през 2004 г.

## Научна дейност
През 1988 г., независимо от Албер Ферт, открива гигантското магнитосъпротивление. Откритието на Фер и Грюнберг позволява значително да се намалят размерите на твърдите дискове. За това откритие двамата са наградени с престижните награда „Волф“ и Награда на Япония (Japan Prize).